# Международна организация
Международната организация e организация с международно членство, обсег, значение и участие.
През второто десетилетие на XXI век в света действат повече от 8000 международни организации (МО) с различни цели, функции и структури. Нарастващият им брой е свидетелство за многото съществени промени в международната система и нуждата от тях.

## Възникване и развитие
До 1920-те години броят на международните организации в световен мащаб е около 300, но в навечерието на Втората световна война числеността им достига 620. Постепенно международните организации се утвърждават като институционална форма за осъществяване на многостранно сътрудничество не само чрез бързото увеличение на числеността им, но и чрез разширение на функциите и отговорностите им. Обхващат все повече сфери на международния живот, включвайки в това и все по-голям брой субекти на международните отношения. Влияние върху тези процеси оказва и техническият прогрес, който спомага на трансграничното сътрудничество да се разширява във все повече области. 
На международната система, както и на всяка една друга система, е присъща организираността. Един от най-действените начини да се укрепва и развива редът в системата, да се подобрява нейното функциониране и да се повишава ефективността ѝ са организационните структури. Универсалността на многостранните международни организации ги прави най-подходящи за тази цел.
Част от изследователите и анализаторите на международните отношения поддържат тезата, че единственият начин за ограничаване на реда в световната система е, чрез подобен тип организационни структури. В тази връзка те отреждат особена роля на създаването, развитието и усъвършенстването на световните политически организации на международното общество, която чрез съответните пълномощия и средства да успява да се намесва, когато международния ред бива смутен. Недостатъчната ефективност на международното публично право може да бъде премахната чрез пряката намеса и арбитраж в споровете на една подобна международна политическа организация.
Практиката показва, че избавянето от войните и от световната екологична катастрофа може да се постигне единствено с многостранна и глобална международна организация. Доказателство за това е Организацията на обединените нации (ООН). До този момент освен формата на многостранната световна организация, не е открито друго средство към стабилен мир и световно сътрудничество.

## Определение
МО е обединение от три или повече субекта на международните отношения, сътрудничещи си чрез система от органи, целящи осъществяването на общи цели. МО е траен и сигурен начин за съединяване на сили и насочването им към общи цели чрез съгласувани действия. Може да се приеме, че в основата на всяка МО стои съюз.

## Видове международни организации
МО се делят на два вида – междудържавни (правителствени) и недържавни (НПО, неправителствени организации). Под термина МО най-често се разбира междуправителствена организация, поради по-голямата роля и влияние на правителствените организации. НПО, от своя страна, са по-многобройни, като числеността им расте извънредно бързо и обхващат все повече сфери на международното общуване.

### Международни правителствени организации
Най-общо международните правителствени организации са субекти на международното право, главно държави, постоянно работещи в обединения. Имат постоянна структура от органи и възможност да участват в създаването на международноправни норми.
Разграничават се спрямо следните принципи:
- Кръг на участващите държави: универсални и регионални
- Компетентност на участниците: организации с обща или специална компетентност
- Вид на учредяващия ги договор: открити, полуоткрити и закрити

Международният договор, чрез който се създава една междуправителствена организация, представлява и неин устав. В него се посочват целите, условията за членство, органите и техните функции, компетентност и взаимодействие, правата и задълженията на държавите членки. Възможно е да се създаде международна организация с резолюция на друга международна организация. Пример за това е създаването на междуправителствената организация ЮНИДО (Конференция на ООН за промишлено развитие) с резолюция на Общото събрание на ООН.
Междуправителствените организации са субекти на международното право, но за разлика от държавите, правосубектността им не възниква автоматично, но не е и неограничена, както е при държавите. Уставът на организацията определя принципите на нейната правоспособност. Това че не притежават суверенитет се отразява и на способността им да носят права и задължения, организацията и персоналът им се ползват само от функционални привилегии и имунитети.
Всяка МО има постоянна система от органи:
- Висши органи – съставени от представители на в

### Международни неправителствени организации
Международните неправителствени организации са международни обединения, включващи национални съюзи и асоциации, обществени организации, а също така и физически лица от различни държави, създадени с цел да осъществяват международни сътрудничество в политическата, икономическата и научно-техническата области, както и в областта на религията и спорта. Имат собствен устав, който не е международен договор. Осъществяват дейността си в повече от две държави. Структурата им обикновено се състои от управителен съвет и секретариат, а финансирането им е самостоятелно.

## Разлики между международна организация и международен съюз
- Дейностите на структурите на международния съюз са ограничени, като предназначението им е да обслужват самия съюз, за разлика от органите на международната организация, които имат много по-широко предназначение.
- За разлика от съюзите, организациите постигат целите си не толкова чрез оказване на помощ на страните членки, които поотделно не са в състояние да постигнат желаните от тях цели, а като въвеждат ред в дейностите и отношенията на субектите, участвали в тях.
- Съюзите възникват поради дисбаланс на сили, поради противоречие между желаното и възможното, поради въздействие на сили и пречки, намиращи се извън кръга на участниците. Международните организации са резултат от импулс да бъдат задоволени потребности на страните и да създадат ред и съгласуваност на отношенията им с други страни.
- Съюзите са сътрудничество заради конфронтацията, организациите (освен, когато не са организации, създадени във връзка със съюз) са сътрудничество, което служи за преодоляване на конфронтациите.
- Съюзът винаги остава силово средство на политика, организациите поначало не са силови средства (макар че могат да бъдат използвани и за много ефективен инструмент в силови отношения).

## Разлика между международна организация и конференция
Международните конференции са организация от временен тип. След изпълнението на възложената задача прекратяват съществуването си. За разлика от международните организации, конференциите не се създават по силата на предварителен учредителен договор. Свикват се на основание на политическа договореност между участващите страни. Тъй като нямат устав, работата им се определя от процедурата, правилата се приемат в едно от първите заседания. Създават се специфичен тип системни отношения на сътрудничество между участниците, чиято цел е обсъждането и евентуално решаването на даден проблем или група проблеми. Конференциите имат ограничен брой органи – председател, бюро, президиум, секретариат, комисии, работни групи, чието предназначение е съдействие за резултатното протичане на самата конференция. От сложността на обсъжданите въпроси и степента на близост в позициите на участниците зависи и продължителността на международните конференции.